# Casa Calvet

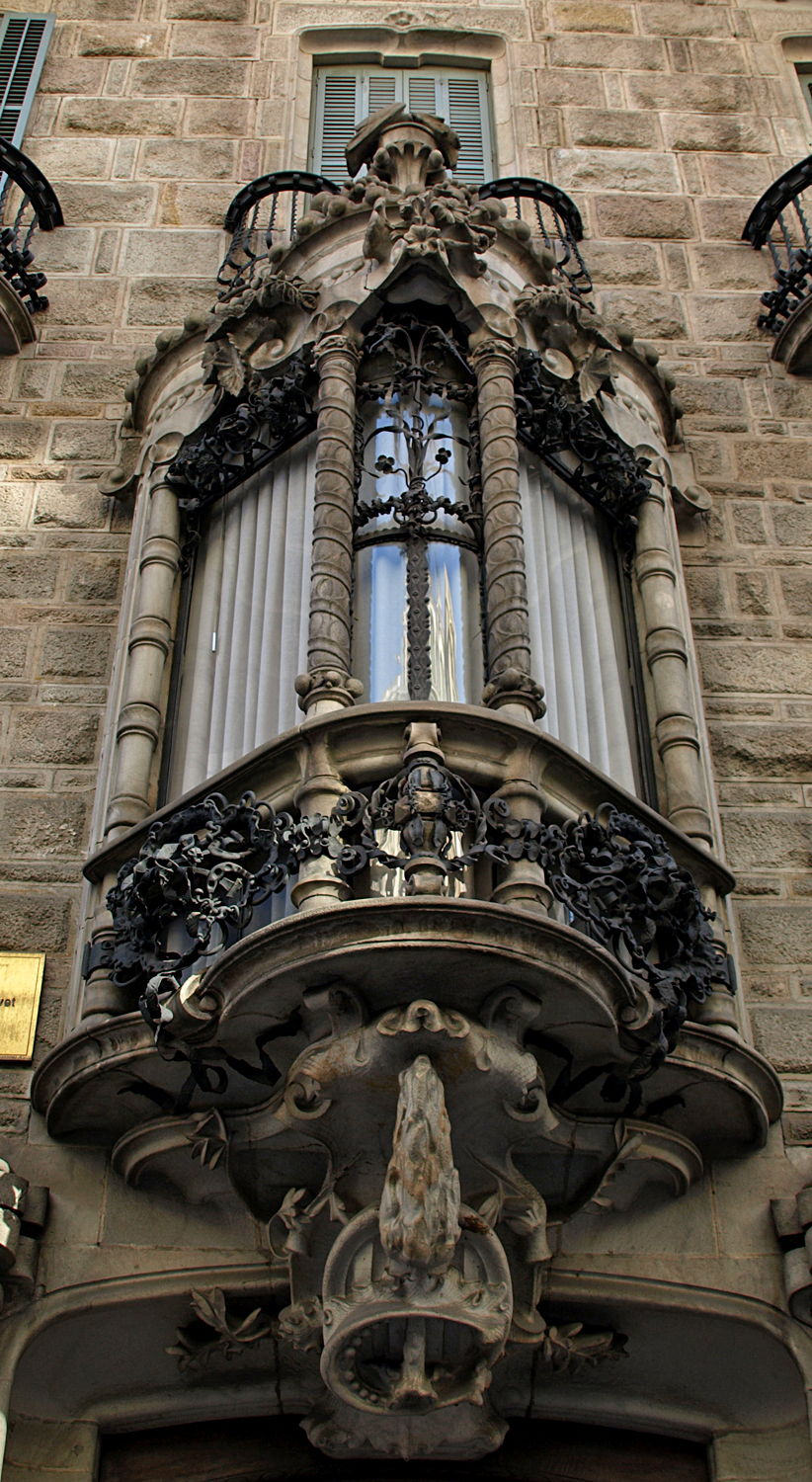
La tribuna principale

La Casa Calvet è uno storico edificio, opera di Antoni Gaudí, che si trova nell'Eixample di Barcellona.

## Storia
L'edificio venne eretto nel 1899 su progetto di Antoni Gaudí e realizzato dallo stesso con la collaborazione di Francesc Berenguer, Joan Rubió e Juli Batllevell. La casa venne progettata per Pere Màrtir Calvet, un produttore tessile per fungere sia da negozio, al piano terra e nel seminterrato, che da abitazione nei piani superiori.
Casa Calvet è stato il primo palazzo ad essere insignito del premio annuale al miglior edificio concesso parte dall'Ajuntament (municipio) di Barcellona nel concorso annuale di edifici artistici che venne istituito nel 1899.

## Descrizione
Molti considerano la Casa Calvet come l'opera più conservatrice dell'architetto catalano, soprattutto perché Gaudí ha dovuto adattare l'edificio a quelli più antichi ed eleganti che vi sorgevano attorno. Nonostante la simmetria, l'equilibrio e l'ordine che caratterizzano la Casa Calvet e che sono poco usuali nelle opere di Gaudí, si possono vedere elementi modernisti come nei due frontoni curvilinei che chiudono la facciata, nella tribuna sopra l'ingresso e nella forma dei balconi.
La facciata complessivamente appare come una cortina di pietra dalla quale emergono ringhiere e cornici metalliche, dal prezioso dettaglio artigianale e dalle forme trilobate e arrotondate che contendono lo spazio alla pietra stessa, in un disegno che richiama forme barocche, come fanno anche le colonnine tortili del bovindo.
Le colonne che fiancheggiano l'ingresso ricordano delle bobine di filo e alludono alla destinazione dell'edificio a negozio di tessuti. Un elemento curioso è costituito dalla parte superiore della facciata, in cui si trovano i busti di San Pietro martire (dal nome del proprietario) e San Genesio di Arles e San Genesio di Roma, i due santi patroni di Vilassar de Dalt, luogo di origine di Calvet.
Comunque, nonostante nel progetto prevalgano all'esterno i riferimenti storicisti, il linguaggio più audace di Gaudí ebbe modo di esprimersi nel disegno degli interni e degli arredi.